# Natalija Gocij
Natalija Gocij (Наталія Гоцій) (Ucraina, 10 luglio 1985) è una modella ucraina.

## Carriera
Vincitrice del concorso Ford Models Supermodel of the World nel 2004, Gocij è apparsa sulle copertine di Elle e Marie Claire ed ha sfilato per Behnaz Sarafpour, Christian Lacroix, Diane von Fürstenberg, Dior, Dolce & Gabbana, Dries van Noten, Gucci, Oscar de la Renta, Valentino, Vivienne Westwood, Marc Jacobs, Adolfo Araiza ed altri. È inoltre stata testimonial per le campagne pubblicitarie di Alberta Ferretti, Calvin Klein, Carolina Herrera Eyewear, Givenchy, John Frieda, Ralph Lauren, R.E.D. Valentino, Roberto Cavalli e Yves Saint Laurent. Dopo un lungo periodo di pausa e la nascita del suo primo figlio, Natalija Gocij è brevemente riapparsa in un filmato promozionale di Victoria's Secret.
In merito alle crescenti preoccupazioni relative alle modelle in passerella giudicate sottopeso, ed alla loro influenza sull'immagine del corpo delle donne, iniziarono a circolare fra i media fotografie di modelle giudicate anoressiche. Natalija Gocij divenne una dei principali bersagli mediatici di queste controversie. Alcune fotografie della Gocij risalenti ad una sfilata del 2007 di Guy Laroche furono utilizzate come esempi di queste preoccupazioni. La diretta interessata ha negato di aver mai avuto problemi alimentari, ed invece di essere stata "vittima" di un lavoro di fotoritocco effettuato sulle sue fotografie, con la conseguenza di aver trovato molte difficoltà in seguito ad ottenere nuovo lavori.

## Agenzie
- Karin Model Management - Ucraina
- L'Agence
- Beatrice Models
- Group Model Management - Barcellona
- Models 1 Agency
- Supreme Management
- 2pm Model Management - Danimarca
- Visage Management - Zurigo
- Ford Models - Parigi, Beverly Hills, Miami